# ピッツバーグ (カリフォルニア州)
ピッツバーグ（英語: Pittsburg）は、アメリカ合衆国カリフォルニア州のコントラコスタ郡にある都市。人口は7万6416人（2020年）。サンフランシスコ湾北東部のサスーン湾に面している。

## 歴史
1903年に町として法人化した時の町名は「ブラックダイヤモンド」だった。これは石炭の採掘を行っていた企業名からとったものである。
1910年に西海岸最大級の製鉄所が操業開始した。これに合わせて市制を施行し、新しい市名を採用することになった。「ピッツバーグ」は、ペンシルベニア州の有名な鉄鋼の町ピッツバーグにちなんで付けられた。
1996年にバートの駅が開業して以降は住宅地の造成が盛んに行われており、人口は増加傾向にある。湾岸地区は再開発され、大規模なマリーナが造られた。

## 綴り
バーグの英語の綴りは「burg」であり「h」は付かない。これはドイツ語と共通している（例:Hamburg）。
ペンシルベニアのピッツバーグは「burgh」と「h」が付く。これはスコットランド英語の影響と考えられる。ただし、スコットランド英語の発音は「バラ」に近い（例:Edinburgh）。

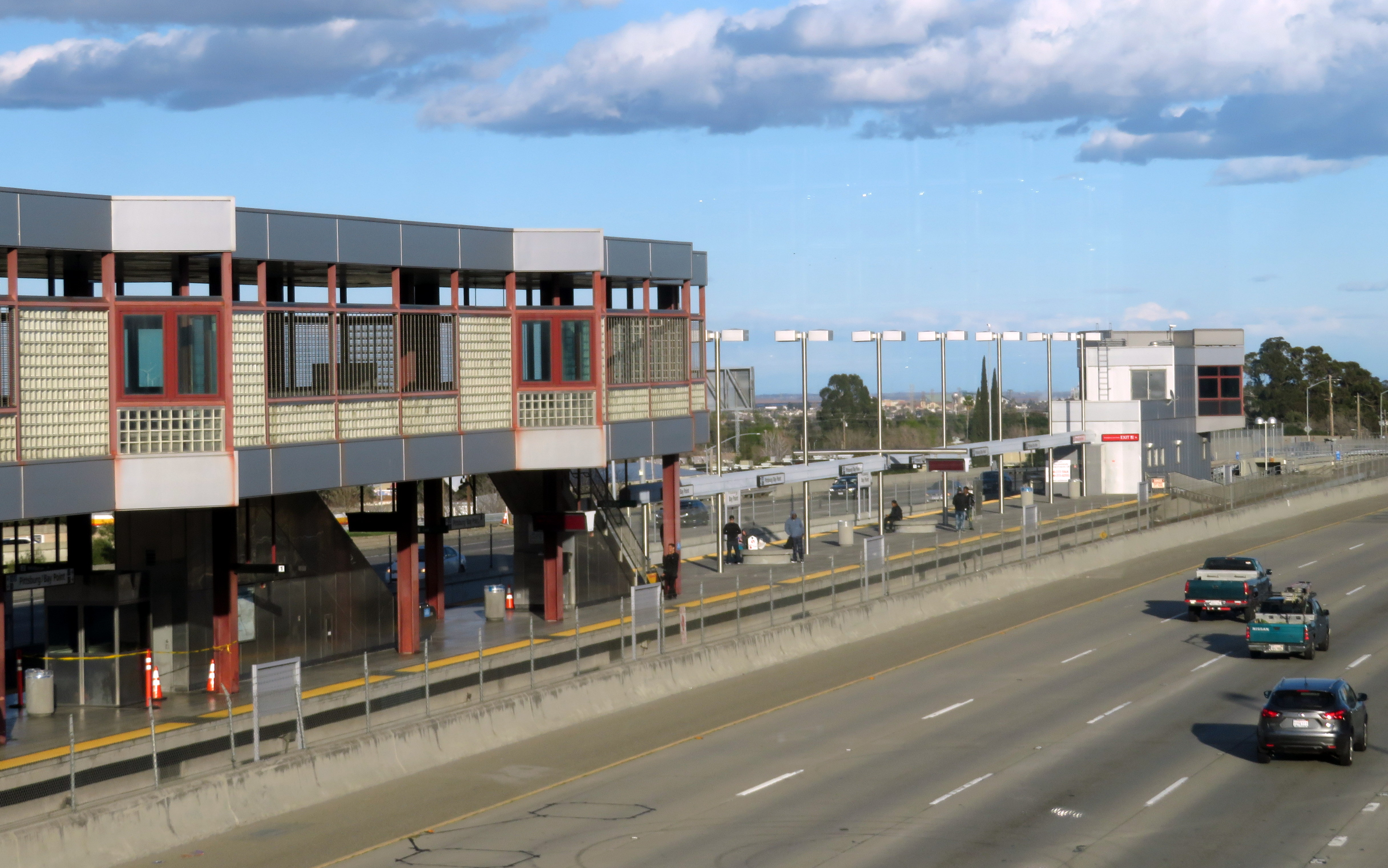
バートの駅と州道4号線

## 姉妹都市
- 山口県下関市
- 慶尚北道浦項市